# Canal alt d'Urgell
El canal alt d'Urgell, també anomenat canal de Tàrrega, i popularment lo canalet', és un canal derivat del canal d'Urgell que beneficia al sector secaner de la comarca d'Urgell. El canal es va començar a construir l'any 1961 i es va inaugurar el 1969.
El canal aprofita les aigües sobrants del canal d'Urgell entre l'octubre i el mes de març. El canal pren aigua del canal principal, aigua amunt de la séquia segona, al nord arriba fins a Claravalls i al sud fins a Tàrrega, Vilagrassa, Anglesola i Verdú.